# Grand Prix automobile de Washington 2002
Le Grand Prix de Washington 2002, disputé sur le 21 juillet 2002 sur le Robert F. Kennedy Memorial Stadium est la cinquième manche de l'American Le Mans Series 2002.

## Course

### Classement de la course
Classement final de la course (vainqueurs de catégorie en gras), :
| Pos.   | Catégorie | N° | Écurie                   | Pilotes                                        | Châssis                          | Pneus | Tours/Abandon |
| Pos.   | Catégorie | N° | Écurie                   | Pilotes                                        | Moteur                           | Pneus | Tours/Abandon |
| ------ | --------- | -- | ------------------------ | ---------------------------------------------- | -------------------------------- | ----- | ------------- |
| 1      | LMP900    | 50 | Panoz Motor Sports       | David Brabham Jan Magnussen                    | Panoz LMP01 Evo                  | M     | 140           |
| 1      | LMP900    | 50 | Panoz Motor Sports       | David Brabham Jan Magnussen                    | Élan 6L8 6.0L V8                 | M     | 140           |
| 2      | LMP900    | 2  | Audi Sport North America | Tom Kristensen Rinaldo Capello                 | Audi R8                          | M     | 140           |
| 2      | LMP900    | 2  | Audi Sport North America | Tom Kristensen Rinaldo Capello                 | Audi 3.6L Turbo V8               | M     | 140           |
| 3      | LMP900    | 1  | Audi Sport North America | Emanuele Pirro Frank Biela                     | Audi R8                          | M     | 140           |
| 3      | LMP900    | 1  | Audi Sport North America | Emanuele Pirro Frank Biela                     | Audi 3.6L Turbo V8               | M     | 140           |
| 4      | LMP900    | 8  | Team Cadillac            | Max Angelelli Christophe Tinseau               | Cadillac Northstar LMP-02        | M     | 139           |
| 4      | LMP900    | 8  | Team Cadillac            | Max Angelelli Christophe Tinseau               | Cadillac Northstar 4.0L Turbo V8 | M     | 139           |
| 5      | LMP900    | 38 | Champion Racing          | Johnny Herbert Stefan Johansson                | Audi R8                          | M     | 138           |
| 5      | LMP900    | 38 | Champion Racing          | Johnny Herbert Stefan Johansson                | Audi 3.6L Turbo V8               | M     | 138           |
| 6      | LMP900    | 51 | Panoz Motor Sports       | Bryan Herta Bill Auberlen                      | Panoz LMP01 Evo                  | M     | 138           |
| 6      | LMP900    | 51 | Panoz Motor Sports       | Bryan Herta Bill Auberlen                      | Élan 6L8 6.0L V8                 | M     | 138           |
| 7      | LMP900    | 16 | Dyson Racing Team        | Chris Dyson James Weaver                       | Riley & Scott Mk III             | G     | 133           |
| 7      | LMP900    | 16 | Dyson Racing Team        | Chris Dyson James Weaver                       | Lincoln (Élan) 6.0L V8           | G     | 133           |
| 8      | GTS       | 3  | Corvette Racing          | Ron Fellows Johnny O'Connell                   | Chevrolet Corvette C5-R          | G     | 131           |
| 8      | GTS       | 3  | Corvette Racing          | Ron Fellows Johnny O'Connell                   | Chevrolet 7.0L V8                | G     | 131           |
| 9      | GTS       | 4  | Corvette Racing          | Andy Pilgrim Kelly Collins                     | Chevrolet Corvette C5-R          | G     | 130           |
| 9      | GTS       | 4  | Corvette Racing          | Andy Pilgrim Kelly Collins                     | Chevrolet 7.0L V8                | G     | 130           |
| 10     | GTS       | 0  | Team Olive Garden        | Mimmo Schiattarella Emanuele Naspetti          | Ferrari 550 Maranello            | M     | 129           |
| 10     | GTS       | 0  | Team Olive Garden        | Mimmo Schiattarella Emanuele Naspetti          | Ferrari 6.0L V12                 | M     | 129           |
| 11     | GTS       | 26 | Konrad Motorsport        | Franz Konrad Terry Borcheller                  | Saleen S7-R                      | P     | 128           |
| 11     | GTS       | 26 | Konrad Motorsport        | Franz Konrad Terry Borcheller                  | Ford 7.0L V8                     | P     | 128           |
| 12     | LMP675    | 37 | Intersport               | Jon Field Clint Field                          | MG-Lola EX257                    | G     | 127           |
| 12     | LMP675    | 37 | Intersport               | Jon Field Clint Field                          | MG (AER) XP20 2.0L Turbo I4      | G     | 127           |
| 13     | GT        | 23 | Alex Job Racing          | Sascha Maassen Lucas Luhr                      | Porsche 911 GT3-RS               | M     | 125           |
| 13     | GT        | 23 | Alex Job Racing          | Sascha Maassen Lucas Luhr                      | Porsche 3.6L Flat-6              | M     | 125           |
| 14     | GT        | 66 | The Racer's Group        | Kevin Buckler Brian Cunningham                 | Porsche 911 GT3-RS               | M     | 125           |
| 14     | GT        | 66 | The Racer's Group        | Kevin Buckler Brian Cunningham                 | Porsche 3.6L Flat-6              | M     | 125           |
| 15     | GT        | 22 | Alex Job Racing          | Timo Bernhard Jörg Bergmeister                 | Porsche 911 GT3-RS               | M     | 125           |
| 15     | GT        | 22 | Alex Job Racing          | Timo Bernhard Jörg Bergmeister                 | Porsche 3.6L Flat-6              | M     | 125           |
| 16     | GT        | 67 | The Racer's Group        | Darren Law Michael Shrom                       | Porsche 911 GT3-RS               | M     | 124           |
| 16     | GT        | 67 | The Racer's Group        | Darren Law Michael Shrom                       | Porsche 3.6L Flat-6              | M     | 124           |
| 17     | GT        | 99 | Schumacher Racing        | Larry Schumacher David Murry                   | Porsche 911 GT3-RS               | Y     | 120           |
| 17     | GT        | 99 | Schumacher Racing        | Larry Schumacher David Murry                   | Porsche 3.6L Flat-6              | Y     | 120           |
| 18     | LMP675    | 56 | Team Bucknum Racing      | Jeff Bucknum Chris McMurry Bryan Willman       | Pilbeam MP84                     | A     | 119           |
| 18     | LMP675    | 56 | Team Bucknum Racing      | Jeff Bucknum Chris McMurry Bryan Willman       | Nissan (AER) VQL 3.4L V6         | A     | 119           |
| 19     | GT        | 42 | Orbit                    | Tony Kester Gary Schultheis                    | Porsche 911 GT3-RS               | M     | 119           |
| 19     | GT        | 42 | Orbit                    | Tony Kester Gary Schultheis                    | Porsche 3.6L Flat-6              | M     | 119           |
| 20     | GT        | 10 | Alegra Motorsports       | Chris Gleason Emil Assentato                   | BMW M3                           | D     | 118           |
| 20     | GT        | 10 | Alegra Motorsports       | Chris Gleason Emil Assentato                   | BMW 3.2L I6                      | D     | 118           |
| 21     | GT        | 07 | Front Porch Racing       | Cory Friedman Thomas Soriano                   | Porsche 911 GT3-R                | P     | 115           |
| 21     | GT        | 07 | Front Porch Racing       | Cory Friedman Thomas Soriano                   | Porsche 3.6L Flat-6              | P     | 115           |
| 22     | LMP675    | 13 | Archangel Motorsports    | Will Langhorne Ben Devlin                      | Lola B2K/40                      | D     | 112           |
| 22     | LMP675    | 13 | Archangel Motorsports    | Will Langhorne Ben Devlin                      | Ford (Millington) 2.0L Turbo I4  | D     | 112           |
| 23     | GTS       | 44 | American Viperacing      | Marino Franchitti Tom Grunnah                  | Dodge Viper GTS-R                | P     | 108           |
| 23     | GTS       | 44 | American Viperacing      | Marino Franchitti Tom Grunnah                  | Dodge 8.0L V10                   | P     | 108           |
| 24 DNF | GT        | 79 | J-3 Racing               | Justin Jackson Mike Fitzgerald                 | Porsche 911 GT3-RS               | D     | 85            |
| 24 DNF | GT        | 79 | J-3 Racing               | Justin Jackson Mike Fitzgerald                 | Porsche 3.6L Flat-6              | D     | 85            |
| 25     | LMP900    | 30 | Intersport               | Andy Lally Milka Duno                          | Lola B2K/10B                     | G     | 82            |
| 25     | LMP900    | 30 | Intersport               | Andy Lally Milka Duno                          | Judd GV4 4.0L V10                | G     | 82            |
| 26 DNF | GT        | 70 | Speedsource              | Selby Wellman Paul Mears, Jr. Sylvain Tremblay | Porsche 911 GT3-R                | D     | 73            |
| 26 DNF | GT        | 70 | Speedsource              | Selby Wellman Paul Mears, Jr. Sylvain Tremblay | Porsche 3.6L Flat-6              | D     | 73            |
| 27 DNF | GT        | 89 | Porschehaus Racing       | Robert Julien Adam Merzon                      | Porsche 911 GT3-RS               | D     | 73            |
| 27 DNF | GT        | 89 | Porschehaus Racing       | Robert Julien Adam Merzon                      | Porsche 3.6L Flat-6              | D     | 73            |
| 28 DNF | GT        | 43 | Orbit                    | Leo Hindery Peter Baron                        | Porsche 911 GT3-RS               | M     | 52            |
| 28 DNF | GT        | 43 | Orbit                    | Leo Hindery Peter Baron                        | Porsche 3.6L Flat-6              | M     | 52            |
| 29 DNF | LMP900    | 7  | Team Cadillac            | Emmanuel Collard Éric Bernard                  | Cadillac Northstar LMP-02        | M     | 46            |
| 29 DNF | LMP900    | 7  | Team Cadillac            | Emmanuel Collard Éric Bernard                  | Cadillac Northstar 4.0L Turbo V8 | M     | 46            |
| 30 DNF | GT        | 40 | Alegra Motorsports       | Scooter Gabel Carlos DeQuesada                 | BMW M3                           | D     | 44            |
| 30 DNF | GT        | 40 | Alegra Motorsports       | Scooter Gabel Carlos DeQuesada                 | BMW 3.2L I4                      | D     | 44            |
| 31 DNF | LMP675    | 11 | KnightHawk Racing        | Chad Block Steven Knight                       | MG-Lola EX257                    | A     | 36            |
| 31 DNF | LMP675    | 11 | KnightHawk Racing        | Chad Block Steven Knight                       | MG (AER) XP20 2.0L Turbo I4      | A     | 36            |
| 32 DNF | GTS       | 45 | American Viperacing      | Shane Lewis Marc Bunting                       | Dodge Viper GTS-R                | P     | 34            |
| 32 DNF | GTS       | 45 | American Viperacing      | Shane Lewis Marc Bunting                       | Dodge 8.0L V10                   | P     | 34            |
| DNS    | LMP675    | 77 | AB Motorsport            | Jimmy Adams Joe Blacker                        | Pilbeam MP84                     | A     | -             |
| DNS    | LMP675    | 77 | AB Motorsport            | Jimmy Adams Joe Blacker                        | Nissan (AER) VQL 3.0L V6         | A     | -             |